# Harry Clark (cầu thủ bóng đá, sinh năm 1932)
Harold Maurice Clark (sinh ngày 29 tháng 12 năm 1932 và thời đó biết đến với tên gọi "Harry trẻ", để phân biệt Harry Clark già chơi bóng và cricket cho Darlington vào khoảng thời gian đó) là một cựu cầu thủ bóng đá người Anh ghi 70 bàn trong 260 lần ra sân ở Football League thi đấu ở vị trí tiền đạo tầm xa cho Darlington, Sheffield Wednesday và Hartlepools United. Ông cũng thi đấu bóng đá non-league cho Horden Colliery Welfare.